# Italo-Keltisch
Als Italo-Keltisch bezeichnet die vergleichende Sprachwissenschaft die hypothetische gemeinsamen Vorstufe der italischen und keltischen Sprachen. Beide Sprachfamilien und damit auch das Italo-keltische gehören zum westlichen Zweig der indogermanischen Sprachen. Die Anfänge des Keltischen und Italischen werden meist auf Mitte/Ende des 2. Jahrtausends datiert, eine etwaige italo-keltische Zwischenstufe entsprechend früher, am ehesten in die erste Hälfte des zweiten Jahrtausends vor Christus. Angaben zur Lokalisierung finden sich in der Literatur nur wenige, genannt wird das heutige Süddeutschland, Böhmen und Österreich. Grundlage der Rekonstruktion des Italo-Keltischen sind mehrere spezifische morphologische Gemeinsamkeiten der keltischen und italischen Sprachen, die kaum durch Entlehnung, aber organisch durch eine Phase der gemeinsamen Entwicklung zu erklären sind.

## Forschungsgeschichte
Die Überlegungen einer italo-kelischen Zwischenstufe gehen bereits auf Carl Friedrich Lottner (1861) und Alois Walde aus dem Jahre 1917 zurück „Über älteste sprachliche Beziehungen zwischen Kelten und Italikern“.
In der linguistischen Forschung sind einige morphologische und zahlreiche lexikalische Übereinstimmungen zwischen Keltisch und Italisch nicht umstritten, offen ist nur, ob diese ausreichen, eine Zwischenstufe im Sinne der Kladistik (mit rekonstruierbarer Protosprache) zu begründen. Hauptproblem bei der Klärung dieser Frage war und ist die geringe Überlieferung des frühesten Keltisch.
Diese Theorie sei nach Haarmann (2016) nicht belegbar, er sieht im Keltischen eine Ausgliederung einer eigenständigen indoeuropäischen Sprachgruppe, die 2000 v. Chr. aus dem (hypothetischen) Proto-Indoeuropäisch (PIE) eingesetzt hatte. Eine ähnliche Meinung vertritt Schmidt (1992).
Dennoch wird diese Hypothese heute (2025) nur von wenigen Lingusten explizit verworfen. Die meisten Autoren tendieren dazu, eine solche zwischenstufe zu bejahen oder halten die Frage für nicht abschließend beantwortbar. Kritisch hat sich 1966 etwa Watkins geäußert, klar zustimmend 1991 und danach Peter Schrijver.

## Italisch-keltische Gemeinsamkeiten
1. Die thematischen Genitive auf -ī (vgl. lat. dominus, Gen. dominī).
2. Der ā-Konjunktiv. Sowohl Italisch als auch Keltisch haben einen Konjunktiv, der auf einen älteren Optativ mit -ā- zurückgeht, der in anderen indogermanischen Sprachen keine Parallele hat.
3. Der Zusammenfall des indogermanischen Aorists und des indogermanischen Perfekts zu einer neuen, einfachen Vergangenheitsform.
4. Die Superlativbildungen auf *-is°mo-.
5. Die Assimilation von *p an nachfolgendes *kʷ, die offenkundig vor dem keltischen Verlust von *p geschehen ist:

Idg. *penkʷe 'fünf' → lat. quinque; altirisch cóic.
Idg. *perkʷu- 'Eiche' → lat. quercus; der goidelische Stammesname Querni.
Idg. *pekʷ- 'kochen' → lat. coquere; walisisch poeth 'heiß' (das anlautende p- im Walisischen setzt protokeltisches *kʷ- voraus).
Weitere spezifische keltisch-italische Gemeinsamkeiten betreffen den Wortschatz, darunter einige Metallbezeichnungen (Gold, Silber, Zinn usw.). Diese lexikalischen Gemeinsamkeiten wären durch Nachbarschaft und Lehnworte durchaus erklärbar, kaum aber die o. g. grammatikalischen Übereinstimmungen.